# Elizabeth Danvers

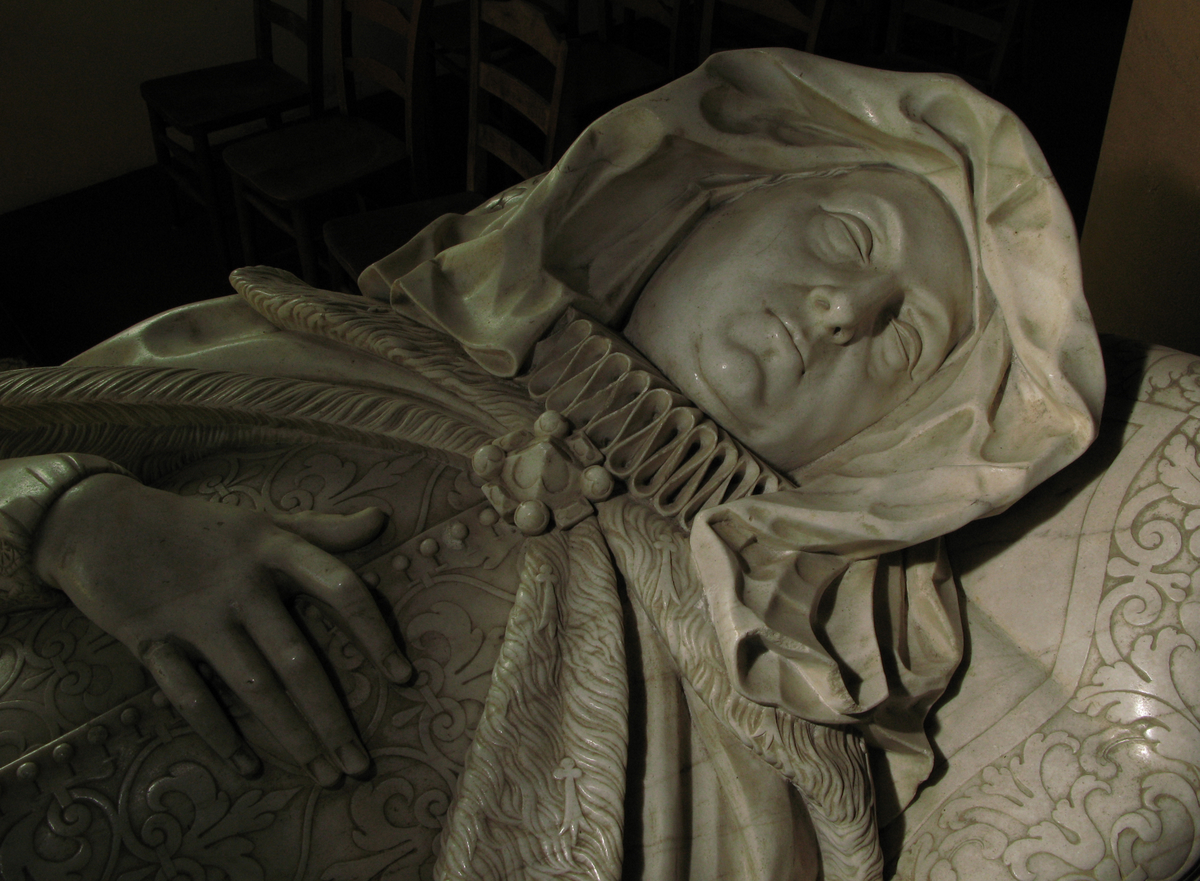
Grabmonument von Elizabeth Neville in der St.-Michaels-Kirche, Stowe, Northamptonshire

Elizabeth Danvers, geborene Neville, wiederverheiratet als Elizabeth Carey (* zwischen 1545 und 1550; † 1630) war eine englische Adlige, die tief verwickelt war in die Politik am englischen Hof.

## Frühe Jahre
Elizabeth Neville war die jüngste von vier Töchtern von John Neville, 4. Baron Latimer und Lucy Somerset, der Tochter von Henry Somerset, 2. Earl of Worcester.
John Aubrey beschreibt sie in seinen nur eine Generation später entstandenen Kurzbiographien Brief Lives von 1693 so:

“Elizabeth Danvers, his mother, an Italian, prodigeous parts for a Woman.  I have heard my father’s mother say that she had Chaucer at her fingers' ends. A great Politician; great Witt and spirit, but revengeful: knew how to manage her estate as well as any man;  understood Jewels as well as any Jeweller. Very Beautiful, but only short-sighted.  To obtain Pardons for her Sonnes she maryed Sir Edmund Carey, cosen-german to Queen Elizabeth, but kept him to hard meate.”

## Ehe mit Sir John Danvers
Elizabeth heiratete in erster Ehe Sir John Danvers of Dauntsey (1540–1594) in Wiltshire, den Sohn von Sylvester Danvers (1518–1549?) und dessen erster Frau Elizabeth Mordaunt, Tochter von John Mordaunt, 1. Baron Mordaunt.

### Nachkommen aus erster Ehe
Das Paar hatte drei Söhne und sieben Töchter:
- Sir Charles Danvers (ca. 1568–1601) starb ohne Nachkommen. Im Februar 1601 beteiligte sich Charles Danvers an der Rebellion von Robert Devereux, 2. Earl of Essex und wurde in Folge wegen Hochverrat verurteilt. Er bot an, £10.000 für sein Leben zu bezahlen, aber ohne Erfolg. Am 18. März 1601 wurde er als Mitverschwörer im missglückten Staatsstreich von Robert Devereux, 2. Earl of Essex gegen Königin Elisabeth I. enthauptet.[6]
- Sir Henry Danvers (1573–1644), der ohne Nachkommen starb. Henry Danvers diente bei den englischen Streitkräften in Irland unter Charles Blount, 1. Earl of Devonshire, und am 21. Juli 1603, kurz nach seiner Thronbesteigung, ernannte ihn König James I. zum Baron Danvers of Dauntsey „für seinen tapferen Dienst bei Kinsale in Irland“. Im Jahr 1604 wurde dann die Ächtung gegen Danvers-Brüder wieder aufgehoben.[7]
- Sir John Danvers (28. Juni 1588 – 16. April 1655)  war einer der Unterzeichner des Todesurteils gegen Charles I.
- Lucy Danvers (1572–1621), die vor 1545 Sir Henry Baynton aus Bromham, Wiltshire, heiratete.
- Elizabeth Danvers, die als seine zweite Frau Sir Edward Hoby aus Bisham Abbey, Berkshire, heiratete.
- Eleanor Danvers (gest. 1601), die Sir Thomas Walmesley aus Dunkenhalgh, Lancashire, heiratete, von dem die Herzöge von Leeds abstammen.
- Anne Danvers, die vor 1545 Sir Arthur Porter aus Lanteney, Gloucestershire, heiratete.
- Katherine Danvers, die Sir Richard Gargrave aus Nostel, Yorkshire, heiratete.
- Mary Danvers († vor 1594), die vor ihrem Vater verstorben ist.
- Dorothy Danvers (1590–1650), die Sir Peter Osborne aus Chicksands, Bedfordshire, heiratete, ihre Tochter Dorothy Osborne wurde eine bekannte Schriftstellerin.

### Affaire um Henry Long und Tod von John Danvers
Im Zuge einer lokalen Fehde tötete Henry Danvers am 4. Oktober 1594 Henry Long, den jüngeren Bruder eines Sir Walter Long. Nach der Darstellung von Elizabeth Danvers trugen sich die Ereignisse folgendermaßen zu.
John Danvers senior hatte als Friedensrichter von zwei Raubüberfällen und einem Mord erfahren, die von Sir Walter Longs Dienern begangen worden waren. Es folgte ein unerfreulicher Briefwechsel der Familien Danvers und Long. Henry Long drohte in einem Schmähbrief Charles Danvers auszupeitschen und nannte ihn „Asse, Puppie, ffoole & Boy“. Daraufhin suchten Charles und andere Henry Long auf und verprügelten ihn, fanden aber beim Weggehen die Tür verschlossen. Long zog sein Schwert gegen Charles, verwundete ihn gefährlich, aber Henry Danvers erschoss Long.
Die Danvers-Brüder flohen nach Whitley Lodge, wo ihr Freund, Henry Wriothesley, 3. Earl of Southampton, ihnen Unterschlupf gewährte. Sie wurden geächtet und flohen schließlich auf den Kontinent, wo sie am Hof von König Heinrich IV. Zuflucht fanden.
Das Unglück, das ihren Söhnen widerfahren war, mag den Tod von Sir John Danvers beschleunigt haben, der nur zwei Monate später, am 19. Dezember 1594, starb und in der Kirche von Dauntsey beigesetzt wurde.

## Ehe mit Sir Edmund Carey
1598 heiratete Elizabeth Danvers Sir Edmund Carey (ca. 1557 – 12. September 1637), den Sohn von Henry Carey, 1. Baron Hunsdon, einem Cousin von Königin Elisabeth. Man darf annehmen, dass sie dies tat, um eine Begnadigung für ihre Söhne zu erreichen. Auch andere Bemühungen wurden zu ihren Gunsten unternommen.
Ende Juni 1598 lenkte Königin Elisabeth ein und begnadigte die beiden Danvers-Brüder unter der Bedingung, dass sie Sir Walter Long £1500 Schadensersatz für den Mord an seinem Bruder zahlen. Am 30. August 1598 notierte der Chronist John Chamberlain, dass Sir Charles und Sir Henry Danvers in London angekommen waren.

## Nachleben
Elizabeth Carey starb 1630 im Alter von 84 Jahren und wurde unter einem Altargrab in der St. Michael’s Church in Stowe Nine Churches, Northamptonshire, beigesetzt. Das Denkmal von Nicholas Stone, dem Steinmetzmeister von James I., wurde um 1620 zu ihren Lebzeiten errichtet und gilt „als eines der schönsten Bildhauerwerke der Zeit“.
Judy Chicago widmete ihr eine Inschrift auf den dreieckigen Bodenfliesen des Heritage Floor ihrer 1974 bis 1979 entstandenen Installation The Dinner Party. Die mit dem Namen Elizabeth Danviers beschrifteten Porzellanfliesen sind dem Platz mit dem Gedeck für Elisabeth I. zugeordnet.